# فقير (صوفية)
الفقير في الصوفية الإسلامية، هو الزاهد الذي تعهد على نفسه الفقر والعبادة، ونبذ التعلق والاهتمام بجميع العلاقات والممتلكات. وهي منتشرة في الشرق الأوسط وجنوب آسيا. يُعتقد أن الفقير مكتفٍ ذاتيًا ويمتلك فقط الحاجة الروحية لله.
يتميز الفقير بتعلقهم بالذكر (ممارسة لتكرار أسماء الله، غالبًا ما تُؤدى بعد الصلوات). اكتسبت الصوفية أتباعاً بين عدد من المسلمين كرد فعل ضد دنيوية الخلافة الأموية المبكرة (661–750 م ). على الرغم من ذلك، انتشر الصوفيون في عدة قارات وثقافات على مدار ألف عام، معبرين عن معتقداتهم باللغة العربية، وبعد ذلك استعملوا اللغات الفارسية والتركية والهندية وعشرات اللغات الأخرى.
يستعمل نفس المصطلح لوصف الزاهدون الهندوس (على سبيل المثال، السادوس، المعلمون، والواميوت واليوغيون). تطورت هذه الأعراف بشكل أساسي في عهد المغول في شبه القارة الهندية.

## سماتهم
تم تعريف سمات الفقير من قبل العديد من الأولياء والعلماء المسلمين.
عرف الولي المسلم المبكّر، عبد القادر جيلاني، الصوفية والتصوف والفقر بطريقة قاطعة. ويوضح في شرح الفقير قائلا:«الفقير ليس من لا يستطيع أن يفعل شيئًا ولا يملك شيئا في ذاته. لكن لدى الفقير كل القوى الموهوبة من الله وأوامره لا يمكن إلغاؤها.» 
يشرح ابن عربي الصوفية، بما في ذلك الفقير، بمزيد من التفاصيل. لقد كتب أكثر من 500 كتاب حول هذا الموضوع. كان أول عالم مسلم يقدم علانية فكرة وحدة الوجود. تعتبر كتاباته مصدرًا قويًا، يتحدى الزمن
ويصف السلطان بهو الولي المسلم بأن الفقير هو «الذي عهد إليه السلطة الكاملة من الله... الفقير يبلغ الخلود بحلول نفسه في وحدانية الله. هو، عندما، يزيل نفسه عن غير الله، تصل روحه إلى الألوهية.» يقول في كتاب آخر، «الفقير لديه ثلاث مراحل. المرحلة الأولى أنه يأخذ من الخلود ليعطي هذا العالم البشري، المرحلة الثانية يأخذ من هذا العالم المحدود إلى الآخرة والخطوة الأخيرة أنه يأخذ من الآخرة إلى مظهر من مظاهر الله».

## غوردجييف
في ماذكره غوردجييف في الطريقة الرابعة استخدم كلمة فقير للدلالة على المسار البدني المحدد للنمو، على عكس الكلمات يوغي التي تستعمل في مسار التطور العقلي، والراهب (لذي استخدمه في مسار التطور العاطفي.

## في شبه القارة الهندية

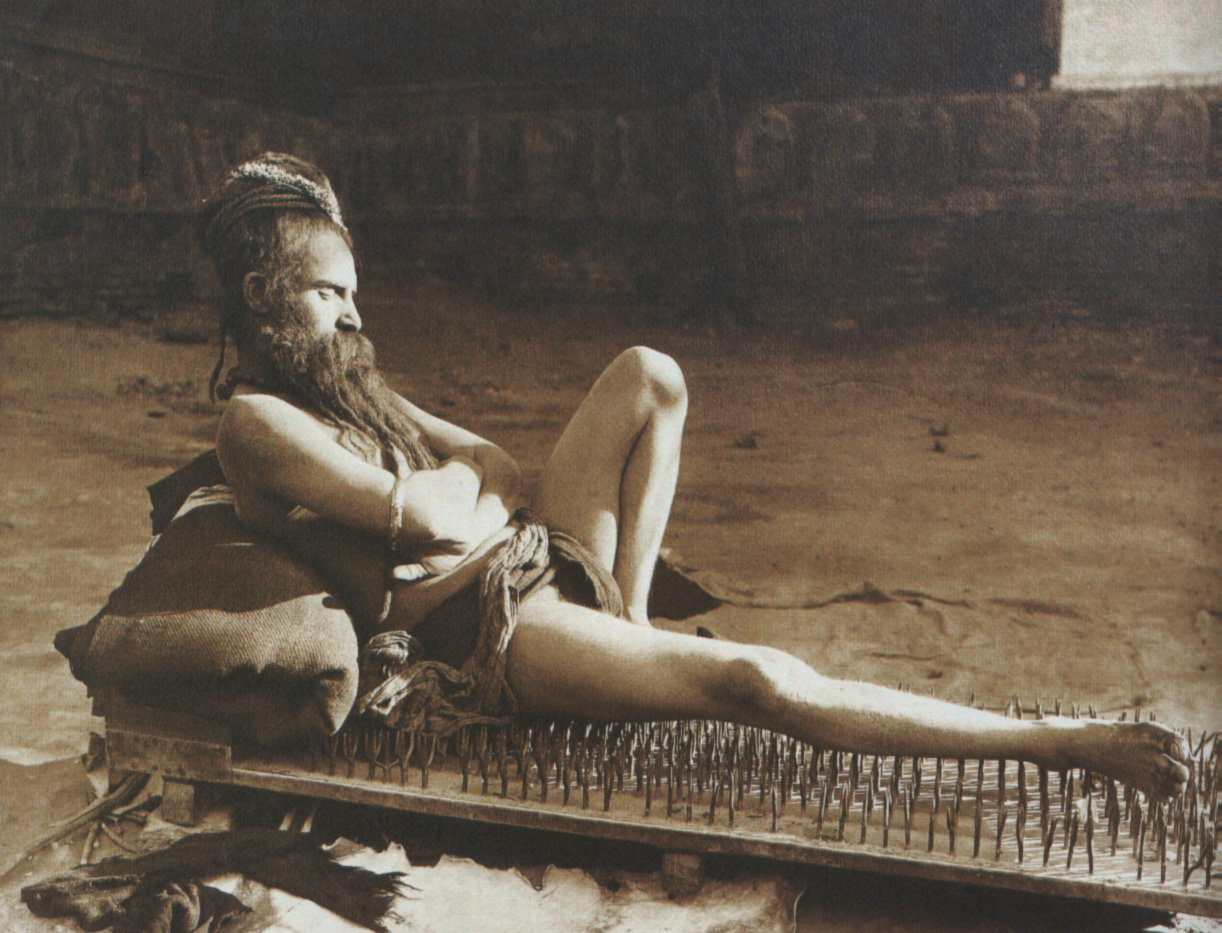
Fakir على فراش المسامير في فاراناسي ، الهند 1907.
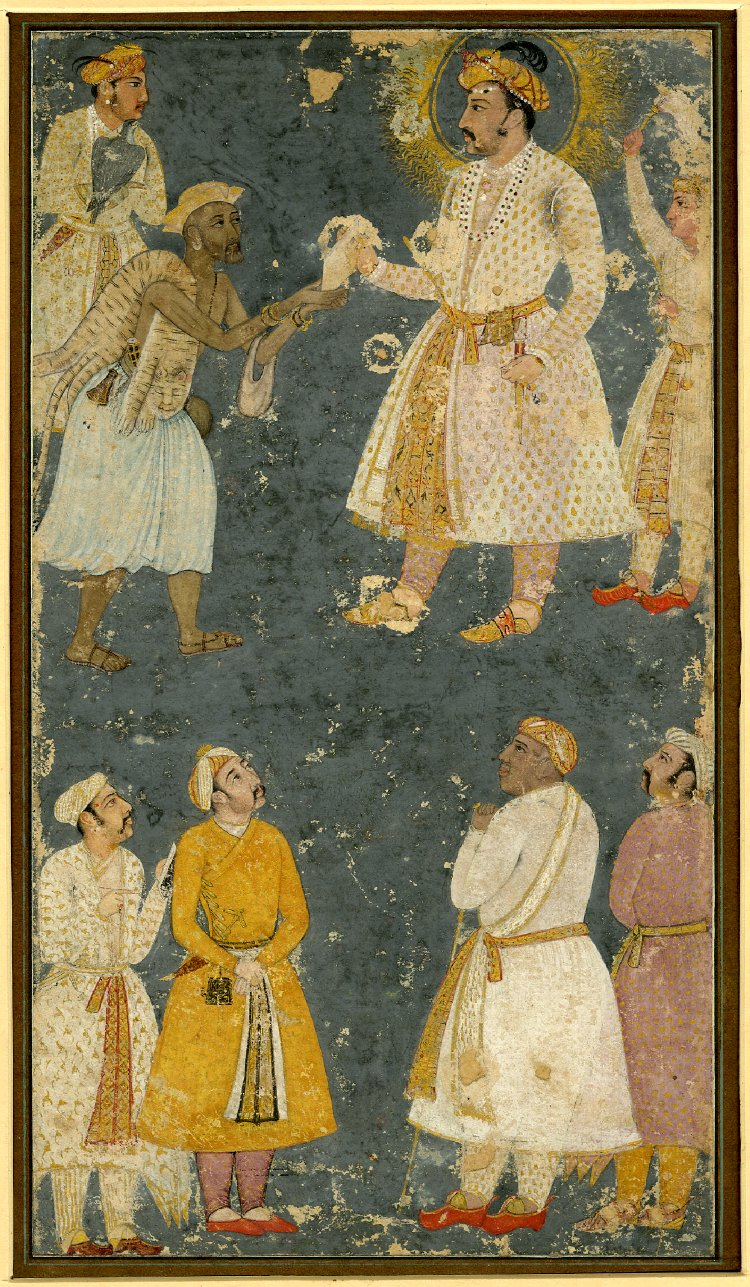
الامبراطور جاهانجير يتلقى عريضة من الفقير.

استعملت كلمة باول للدلالة على الممارسات المختلفة والتي مصدرها كلمة سنسكريتية تعني «المجنون» أو «الأرق» والتي كانت تطلق على من اعتبر مسكونا أومجنونا. بينما هم يعتبرون نفسهم مجانين في الحب الألوهي الذي هو عابر للخير والشر. متأثيرين بالهندوسية والإسلام، تحولوا إلى ديانة تحاول الوصول إلى الله من داخلهم.

## روابط خارجية
- قائمة كتب السلطان بهو
- كتب ابن عربى